# ويليام سينغلتون يونغ
ويليام سينغلتون يونغ (بالإنجليزية: William Singleton Young)‏ هو محامي وسياسي أمريكي، ولد في 10 أبريل 1790، وتوفي في 20 سبتمبر 1827. انتخب عضو مجلس النواب الأمريكي.